# Dirhami
Dirhami (in svedese Derhamn) è un villaggio del comune di Lääne-Nigula, situato nella contea di Läänemaa, nell'Estonia occidentale. Prima della riforma amministrativa del 2017, il villaggio faceva parte del comune di Noarootsi. Fino alla Seconda guerra mondiale, il villaggio era prevalentemente abitato da estoni di madrelingua svedese.
Dirhami possiede un porto merci e passeggeri, un ufficio postale e la stazione idrologica dell'Istituto estone di meteorologia e idrologia, oltre a una fermata dell'autobus. Alcuni resti di un forte costruito durante il regno di Pietro il Grande sono ancora visibili nei boschi che circondano il centro abitato.